# 秦王破阵乐
秦王破阵乐，又名《秦王破阵歌》、《秦王破阵舞》、《七德舞》，为唐代宫廷大型乐舞，傳入民間有很多版本但曲調相似。唐三藏法師西天取經到天竺時，跟戒日王介紹了這首樂曲，及大唐的強盛，讓戒日王派人去大唐稱臣朝貢。

## 由来
据唐刘餗《隋唐嘉话》《旧唐书·音乐志》《太平广记》卷二百零三等记载，武德二年（公元620年）十一月，唐高祖命秦王李世民率军征讨叛军刘武周，公元622年大败刘武周，巩固刚建立的唐政权。将士们为歌颂他的功绩遂以旧曲《兰陵王入阵曲》填入新词，作出《秦王破阵曲》——“受律辞元首，相将讨叛臣；咸歌《破阵乐》，共赏太平人”，编入乐府，作曲吕才。
李世民即位后，命吕才协音律、魏徵等制歌辞，贞观七年（633年）亲制《破阵舞图》，命吕才依图教乐工一百二十八人披甲执戟而舞。舞有三变，每变四阵，共五十二遍，有来往疾徐击剑等形象，有箫管歌妓等合奏，歌者合唱，音乐在汉族清商乐基础上吸收龟兹乐成分，史称其舞象及音乐“发扬蹈厉，声韵慷慨”；是唐代最著名的歌舞大曲之一。

## 流变
唐高宗时更号《神功破阵乐》，唐玄宗时的《小破阵乐》源出《秦王破阵乐》，其形式有所变化。 

## 特点
《秦王破阵曲》阵容庞大（120人参与），由大型宫廷乐队伴奏，鼓声震天响，传声上百里，李世民亲自编舞，曲调中揉进了龟兹的音调，高昂且极富号召力。整场歌舞气势雄浑，撼天动地，观看者无不为之动容。